# Debendra Mohan Bose
Debendra Mohan Bose (26 de noviembre de 1885-2 de junio de 1975) fue un físico indio que contribuyó en los campos de la radiación cósmica, la radiactividad artificial y la física de neutrones. Fue el director del Instituto Bose que se mantuvo más tiempo en activo (1938-1967). Fue presidente de la Indian Science News Association y editor de su revista Science and Culture durante cerca de 25 años. También fue tesorero de la Universidad de Visva-Bharati.
Bose fue sobrino del reconocido físico Jagdish Chandra Bose.

## Juventud
Debendra Mohan Bose nació en Calcuta en una reconocida familia Brahmo. Fue el hijo menor de Mohini Mohan Bose, uno de los primeros indios en trasladarse a Estados Unidos para estudiar homeopatía. Era sobrino del político y académico Ananda Mohan Bose por vía paterna y del físico Jagdish Chandra Bose por vía materna. Tras la muerte de su padre, su tío J. D. Bose se ocupó de su educación.
Los planes de Debendra de obtener un grado en ingeniería en la Escuela de Ingeniería de Bengala en Shibpur se interrumpieron bruscamente al sufrir un ataque agudo de malaria. El premio Nobel Rabindranath Tagore, amigo íntimo de su tío, le sugirió estudiar física en su lugar. En 1906, Debendra Bose obtuvo su título en la Universidad de Calcuta. Trabajó como investigador junto con Jagadish Bose durante un año, en el que participó en las investigaciones biofísicas y de fisiología vegetal de su tío.

## Educación en Europa
En 1907, entró en el Christ's College de Cambridge, en el que trabajó con importantes físicos como J. J. Thomson o Charles Thomson Rees Wilson en el Laboratorio Cavendish. En 1910, entró en el Royal College of Science de Londres, en el que se diplomó en física en 1912. Tras ello, regresó a Calcuta para enseñar física en el City College en 1913.
En 1914, Bose fue elegido Profesor Rashbehary Ghosh de Física en el recientemente fundado College of Science de la Universidad de Calcuta. Recibió la Beca Ghosh para estudiar en el extranjero, y eligió estudiar física avanzada dos años en la Universidad Humboldt de Berlín. Allí fue asignado al laboratorio de Erich Regener. Su estancia en Alemania se prolongó durante cinco años debido a la Primera Guerra Mundial. Durante este periodo trabajó en el desarrollo de un nuevo tipo de cámara de niebla, y fotografió con éxito las trazas de protones de retroceso producidos durante el paso de partículas alfa de gran velocidad en la cámara. El resultado de sus investigaciones preliminares lo publicó en la revista Physikalische Zeitschrift en 1916 (posteriormente publicaría el artículo completo en Zeitschrift piel Physik en 1922). En marzo de 1919 volvió a la India para obtener un doctorado.

## Como académico

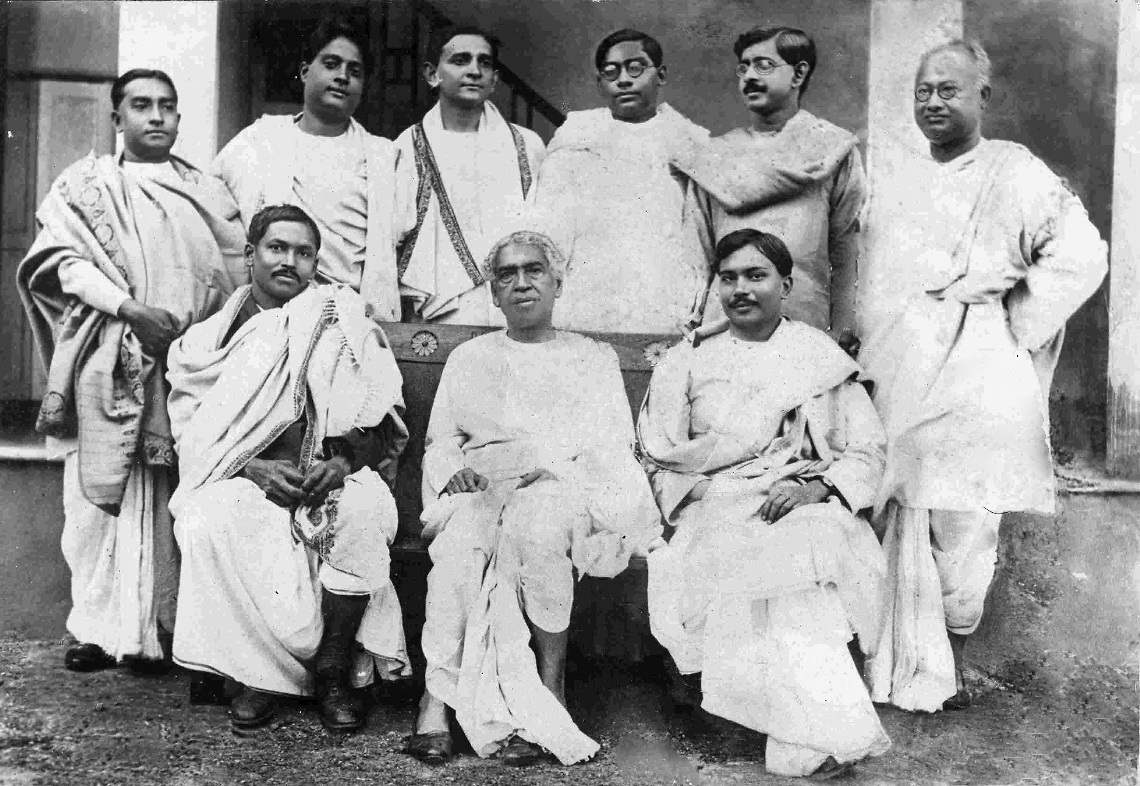
Debendra Mohan Bose (de pie, el tercero por la izquierda) junto con otros científicos de la Universidad de Calcuta.

En julio de 1919, Bose se reincorporó a la Universidad de Calcuta como Profesor Rashbehary Ghosh de Física. En 1935 sucedió al profesor C. V. Raman como Profesor Palit de Física. Fue uno de los dos únicos físicos indios (junto a M. N. Saha) que participó en la conferencia de Como (11 al 20 de septiembre de 1927), que tuvo lugar en el lago de Como en Italia. La conferencia reunió a 60 participantes invitados de 14 países, que incluían a 11 premios Nobel.
Bose animó a varios de sus colegas jóvenes en la Universidad de Calcuta a dedicarse a la investigación. Dio a Satyendra Nath Bose dos libros de Max Planck, Thermodynamik y Warmestrahlung (no disponibles en la India en aquella época). Esto llevó a Satyendra Bose a un interés en la hipótesis de Planck y a su deducción de la base combinatoria de la fórmula de Planck en 1925.
En 1938, Bose se convirtió en director del Instituto Bose tras la muerte de su fundador (su tío Jagdish Chandra Bose). En 1945, fue nombrado experto en química nuclear por el Comité de Energía Atómica del CSIR. El comité más tarde se convertiría en la Comisión de Energía Atómica.

## Investigación con Biva Choudhuri
Un debate durante la sesión del Congreso de Ciencias de la India de 1938 llevó a Bose y a su colega Biva Choudhuri a estudiar los rayos cósmicos usando placas fotográficas. Dado que en la época no se disponía de aceleradores de partículas, solo se podían obtener partículas subatómicas de alta energía de rayos cósmicos atmosféricos. Fue Walther Bothe quien les dio la idea de considerar la emulsión fotográfica como una cámara de niebla continuamente activa para registrar trazas.
Debido a las restricciones de la Segunda Guerra Mundial, no se disponía de placas fotográficas de tono completo en la India en esa época. Durante 1939-1942, Bose y Choudhuri expusieron placas fotográficas de semitono Ilford a una elevada altitud en las regiones montañosas de Darjeeling, y observaron la aparición de largas trazas ionizantes curvas que parecían diferentes de las trazas de partículas alfa o protones. En una serie de artículos publicados en Nature, identificaron una partícula cósmica con una masa media de cerca de 200 veces la masa del electrón. La búsqueda finalizó cuando Choudhuri dejó la India en 1945 para trabajar con Patrick Blackett en Inglaterra.
En Europa, Cecil Frank Powell independientemente utilizó exactamente el mismo método para identificar la nueva partícula pi-mesón (ahora llamada pion), pero con mejores placas fotográficas de emulsión de tono completo. Esto le valió el Premio Nobel de Física en 1950 "por su desarrollo del método fotográfico para el estudio de procesos nucleares y sus descubrimientos acerca de mesones hechos con este método". Powell reconoció el método empleado por Bose y Choudhuri como el primero en ese campo en su libro de 1959 The Study of Elementary Particles by the Photographic Method.

## Vida posterior
Como director del Instituto Bose, expandió las actividades de los departamentos existentes y abrió un nuevo departamento de microbiología. Era un firme seguidor del Sadharan Brahmo Samaj y ocupó altos cargos en él durante varios años (como presidente, secretario y tesorero). Fue presidente general de la sesión del Congreso Indio de Ciencias en 1953 en Lucknow. Fue director del Instituto Bose hasta 1967, cuando su artritis y otros problemas de salud forzaron su retiro. En los años posteriores de su vida se interesó más en la filosofía, centrándose en la relación entre religión y ciencia. Murió en la mañana del 2 de junio de 1975.
En 1927, con motivo del centenario de la muerte de Alessandro Volta se organizó una conferencia en Como. Debendra Bose y Meghnad Saha participaron como invitados. A finales de los años ochenta, se afirmó que el Bose "equivocado", es decir, Debendra Bose, había asistido al encuentro, suponiendo que la invitación era para Satyendra Nath Bose. Sin embargo, los documentos históricos sugieren que Debendra Bose no era la persona "equivocada", ya que en ese momento su estatus tanto nacional como internacional era muy superior al de Satyendra Bose.